# Can Coris
Can Coris és una masia amb elements gòtics i renaixentistes del municipi de Sant Cebrià de Vallalta (Maresme) protegit com a bé cultural d'interès local. Es troba juxtaposada a l'església per la banda de darrere. Els seus orígens es remunten al segle xiv però l'edifici ha sofert nombroses modificacions posteriors.

## Descripció
Masia gran amb diferents parts. Consta de tres plantes, la primera a nivell de carrer, després venen les altres dues -una de les quals són golfes-. La coberta és a dues aigües, paral·lela a la façana principal. Té tres cossos, essent el posterior un celler. L'entrada a la casa té la porta a la façana lateral.
A la façana principal, que dona a un pati tancat, s'obre un portal adovellat d'arc de mig punt. Una torre quadrada, al costat, amb la data de 1891, testimonia aquestes múltiples refeccions i afegits a l'estructura original.
Els elements decoratius, arquitectònics, així com les portes i les finestres, són d'un gòtic ple, amb detalls renaixentistes. Destaquen principalment les finestres i finestral que donen al carrer de la vila, amb presència d'arcs conopials i diversos relleus figuratius i vegetals. Les portes interiors i les arcades són de dovelles de pedra picada. La casa està situada entre un jardí rústic que l'envolta i molt a prop de l'església.

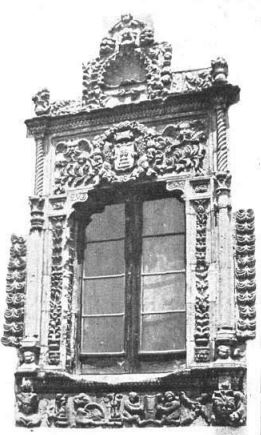
Finestra plateresca al 1903

A la façana principal trobem dues finestres d'arc carpanell apuntat amb trencaaigües de línies ondulants, amb decoracions escultòriques humanes i animals als extrems.
Les reformes obrades a l'edifici, durant el segle xvi, han deixat el testimoni de més vàlua de la casa, els finestrals gòtics i el gran finestral plateresc.
Dos finestrals lobulats d'arc conopial amb ampit flanquegen el finestral plateresc i presenten trencaaigües rectangular amb decoració escultòrica als extrems. El de l'esquerra presenta un angelot i un lleó i el de la dreta una figura masculina i una figura femenina.
El finestral plateresc central, datat de mitjan segle xvi, presenta una llinda, d'una rica i profusa decoració escultòrica. En el centre d'aquesta, emmarcat per una corona, s'hi troba l'escut de la família. Sota l'ampit de la finestra hi ha diverses figures esculpides, sengles caps d'éssers fantàstics als extrems entre els quals hi ha representacions d'alguna bèstia fantàstica i dues figures infantils que sostenen un escut. El finestral presenta diferents motllures ricament decorades. La llinda és flanquejada per columnes salomòniques, que reposen a la vegada en columnes estriades a la part superior i llises a la part inferior, forma un entaulament que serveix de suport a una petxina damunt de la qual hi ha la figura d'un infant o angelet.

## Història
Aquesta masia està situada al centre de la vila. La seva data de fundació és l'any 1300. Actualment la casa es troba en període de reformes i s'empra com a segona residència.